# Vespa
Vespa er et italiensk scootermærke, der er blevet fremstillet siden 1946 af firmaet Piaggio.
Vespa betyder hveps på Italiensk.
- Wikimedia Commons har flere filer relateret til Vespa

| Stub | Spire Denne motorcykel, scooter eller knallert relaterede artikel er en spire som bør udbygges. Du er velkommen til at hjælpe Wikipedia ved at udvide den. |